# سد آزاد
سد آزاد یک سد سنگریزه ای با هسته رسی است که در ۴۰ کیلومتری غرب سنندج در استان کردستان ساخته شده است. این سد اکنون ظرفیت تولید ده مگاوات ساعت برق را داشته و با تکمیل یک نیروگاه تلمبه ذخیره‌ای اضافی امکان تولید ۵۰۰ مگاوات ساعت برق را خواهد داشت. این سد با طول تاج ۵۹۸ متر و ارتفاع ۱۲۵ متر امکان ذخیره‌سازی حداکثر ۳۵۰ میلیون مترمکعب آب را دارد. خط لوله ای به طول ۸۰ کیلومتر این سد را به شهرهای سنندج، قروه و دهگلان متصل ساخته و آب شرب و صنعت و کشاورزی آن‌ها  و ۴۲۰۰ هکتار باغات واقع در مسیر سامانه انتقال آب و نیز نیازهای شرق استان کردستان و شهرستان سنندج را تأمین خواهد نمود.